# Języki wschodniotureckie

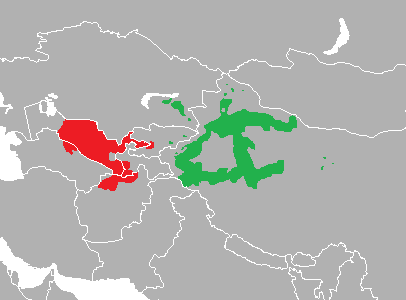
Rozmieszczenie języków wschodniotureckich. Kolorem czerwonym zaznaczono uzbecki, zielonym – ujgurski.

Języki wschodniotureckie, także południowowschodniotureckie, karłuckie lub karachanidzkie – jedna z głównych gałęzi języków turkijskich. W jej skład wchodzą m.in.: uzbecki, ujgurski i czagatajski.
Stanowią połączenie dwóch historycznie i geograficznie pokrewnych, jednak możliwe że różnych pod względem pochodzenia, grup języków: wschodniej karłucko-ujgurskiej i zachodniej karłucko-chorezmijskiej (czagatajskiej). Obie grupy znajdowały się w ciągłym kontakcie, w wyniku czego istnieje między nimi rząd osobliwych izoglos. Podział obu proponował Nikołaj Baskakow, jednak w praktyce często nie jest uznawany – obie grupy są przedstawiane jako jedna lub karłucko-ujgurskie (wszystkie lub niektóre) wyłącza się z niej i opisuje jako ujgursko-oguzyjskie lub ujgursko-tukjujskie. Według klasyfikacji Olega Mudraka staroturecki, staroujgurski i chaładż (arghu) oraz współczesne karłuckie stanowią jedną całość. 
Poniższa klasyfikacja została sformułowana przez Larsa Johansona w 1998:
języki wschodniotureckie
- zachodnie
  - uzbecki

- wschodnie
  - ujgurski
  - saryg-ujgurski
  - czagatajski
  - ajnu
  - lop
  - ili
  - taranczi
  - staroturecki